# Сретно дијете
Сретно дијете је документарни филм режисера Игора Мирковића и продуцента Рајка Грлића, из 2003. године. Филм је носталгични аутобиографски поглед на адолесценцију аутора у СР Хрватској, у СФРЈ током касних 1970-их и раних 1980-их година које се поклапају са појавом панк и новоталасне сцене у Југославији, којој су оба аутора припадали. Филм садржи интервјуе и ријетке снимке са неким од најбољих југословенских рок бендова свих времена: Азром, Филмом и Хаустором из Загреба, родног града оба аутора, гдје је већина радње смјештена; затим члановима Електричног оргазма, Идола, Панкрта и Булдожера начињене приликом посјете Београду, односно Љубљани. Осим материјала снимљеног по бившој Југославији, филм садржи и интервјуе са значајним југословенским умјетницима који тренутно живе у иностранству. На примјер, Дарко Рундек је интервјуисан у Паризу, Мирко Илић у Њујорку, а ту су и сцене снимљене на локацијама у Холандији, Њемачкој, Мађарској и другим земљама. Филм је назван по пјесми Прљавог казалишта са њиховог првог албума.